# Daniel Börtz
Daniel Börtz (Hässleholm, 8 agosto 1943) è un compositore svedese.
Iniziò seguendo privatamente corsi di composizione di John Fernström e Hilding Rosenberg. Frequentò poi la Scuola superiore di musica di Stoccolma dal 1962 al 1968 dove ebbe come insegnanti di composizione musicale Karl Birger Blomdahl fino al 1965 e poi Ingvar Lidholm. Nella stessa scuola seguì i corsi di violino.
Completati gli studi in Svezia, Börtz ha compiuto dei viaggi di studio all'estero (negli Stati Uniti e Paesi Bassi, dove ha frequentato corsi di musica elettroacustica all'Istituto di sonologia dell'Università di Utrecht).

Si è cimentato sia in composizioni di musica da camera che in grandi opere sinfoniche.
Nel 1970 Sergiu Celibidache dirige la prima esecuzione assoluta radiofonica nella SRT di Stoccolma di "Josef K" di Börtz.